# Forum Pistorium
Het Forum Pistorium was de broodmarkt van het oude Rome. Volgens twee vierde-eeuwse stadsgidsen stond de markt in het dertiende district van Rome, bij de heuvel Aventijn. In deze regio stonden de grote pakhuizen van het emporium en waren drijvende watermolens op de Tiber gebouwd, waarin men graan kon malen. Waarschijnlijk ging het om een groot plein waar de bakkers en molenaars hun waren aan konden bieden. De exacte locatie van het forum is niet meer bekend.

## Referentie
- L. Richardson, jr, A New Topographical Dictionary of Ancient Rome, Baltimore - Londen, 1992. p. 169. ISBN 0801843006